# Ossido di tantalio
L'ossido di tantalio, o ossido di tantalio(V) o anche pentossido di ditantalio, (nome IUPAC sistematico) è un composto inorganico del tantalio pentavalente e dell'ossigeno avente formula minima Ta2O5.
A temperatura ambiente si presenta come un solido per lo più policristallino incolore o bianco e inodore, insolubile in tutti i solventi, ma è attaccato da basi forti e acido fluoridrico. L'ossido di tantalio(V) è un materiale inerte ad alto indice di rifrazione e basso assorbimento (cioè incolore), che lo rende utile per i rivestimenti. È anche ampiamente utilizzato nella produzione di condensatori, grazie alla sua elevata costante dielettrica.

## Preparazione

### In natura
Il tantalio si trova nei minerali tantalite-(Fe), tantalite-(Mn), tantalite-(Mg) e columbite (columbium è il nome arcaico del niobio), che si trovano nelle pegmatiti, una formazione rocciosa ignea. Le miscele di columbite e tantalite sono chiamate coltan. La tantalite è stata scoperta da Anders Gustav Ekeberg a Ytterby (Svezia), e a Kimoto, (Finlandia). I minerali microlite e pirocloro contengono rispettivamente circa il 70% e il 10% di tantalio.

### Raffinamento
I minerali di tantalio contengono spesso quantità significative di niobio, che è di per sé un metallo prezioso. Pertanto, entrambi i metalli vengono estratti in modo che possano essere venduti. Il processo complessivo è di tipo idrometallurgico e inizia con una fase di lisciviazione, in cui il minerale viene trattato con acido fluoridrico e acido solforico per produrre acido fluoridrico solubile in acqua, come l'eptafluorotantalato di potassio. Ciò consente di separare i metalli dalle varie impurità non metalliche presenti nella roccia:
{\displaystyle {\ce {(FeMn)(NbTa)2O6\ +\ 16HF->H2[TaF7]\ +\ H2[NbOF5]\ +\ FeF2\ +\ MnF2\ +\ 6H2O}}}
L'idrofluoruro di tantalio e l'idrofluoruro di niobio vengono quindi rimossi dalla soluzione acquosa mediante estrazione liquido-liquido utilizzando solventi organici, come il cicloesanone o il metilisobutilchetone. Questo passaggio permette la semplice rimozione di varie impurità metalliche (es. ferro e manganese) che rimangono nella fase acquosa sotto forma di fluoruri. La separazione del tantalio e del niobio viene quindi ottenuta mediante regolazione del pH. Il niobio richiede un livello di acidità più elevato per rimanere solubile nella fase organica e può quindi essere rimosso selettivamente mediante estrazione in acqua meno acida. La soluzione pura di fluoruro di idrogeno di tantalio viene quindi neutralizzata con ammoniaca acquosa per dare ossido di tantalio idrato (Ta2O5(H2O)x), che viene calcinato a pentossido di tantalio (Ta2O5) come descritto nelle seguenti equazioni idealizzate:
{\displaystyle {\ce {H2[TaF7] \ + \ 5H2O \ + \ 7NH3 -> {\frac {1}{2}}Ta2O5(H2O)5 \ + \ 7NH4F}}}
{\displaystyle {\ce {Ta2O5(H2O)5 -> Ta2O5 \ + \ 5H2O}}}
L'ossido di tantalio puro naturale è noto come minerale tantite, sebbene sia estremamente raro.

### Produzione da alcossidi
L'ossido di tantalio è molto usato in elettronica, spesso sotto forma di film sottili. Per queste applicazioni può essere prodotto mediante MOCVD (o tecniche correlate), che prevede l'idrolisi dei suoi alogenuri o alcossidi volatili:
{\displaystyle {\ce {Ta2(OEt)10 \ + \ 5H2O -> Ta2O5 \ + \ 10EtOH}}}
{\displaystyle {\ce {2TaCl5 \ + \ 5H2O -> Ta2O5 \ + \ 10HCl}}}
dove {\displaystyle {\ce {Ta2(OEt)10}}} è l'etossido di tantalio(V).

## Struttura e proprietà
La struttura cristallina del pentossido di tantalio è stata oggetto di dibattito. Il materiale sfuso è disordinato, essendo amorfo o policristallino, con i singoli cristalli difficili da coltivare. In quanto tale, la cristallografia a raggi X è stata in gran parte limitata alla diffrazione da polvere, che fornisce informazioni strutturali in minor quantità.
È nota l'esistenza di almeno 2 polimorfi: una forma a bassa temperatura, nota come L- o β-Ta2O5, e la forma ad alta temperatura nota come H- o α-Ta2O5. La transizione tra queste due forme è lenta e reversibile e si svolge tra 1000 e 1360 °C, con una miscela di strutture esistenti a temperature intermedie. Le strutture di entrambi i polimorfi sono formate da catene costituite da poliedri ottaedrici TaO6 e pentagonali bipiramidali TaO7 che condividono vertici opposti e che sono ulteriormente uniti dalla condivisione dei bordi. L'intero sistema cristallino è ortorombico in entrambi i casi, con il gruppo spaziale di β-Ta2O5 identificato come Pna21 (gruppo spaziale n°33) mediante diffrazione di raggi X da cristallo singolo. È stata riportata anche una forma ad alta pressione (chiamata Z-Ta2O5), in cui gli atomi di tantalio adottano una geometria a 7 coordinate per dare una struttura monoclina (gruppo spaziale C2, gruppo n°5).
Il pentossido di tantalio puramente amorfo ha una struttura locale simile ai polimorfi cristallini, costituiti da poliedri TaO6 e TaO7, mentre la fase liquida fusa ha una struttura distinta basata su poliedri di coordinazione inferiore, principalmente TaO5 e TaO6.
La difficoltà nel formare materiale con una struttura uniforme ha portato a variazioni nelle sue proprietà riportate. Come molti ossidi metallici, l'ossido di tantalio(V) è un isolante e il suo gap di banda è stato variamente riportato tra 3,8 e 5,3 eV, a seconda del metodo di fabbricazione. In generale, più il materiale è amorfo, maggiore è la sua banda proibita osservata. Questi valori osservati sono significativamente più alti di quelli previsti dalla chimica computazionale (2,3 - 3,8 eV).
La sua costante dielettrica è tipicamente di circa 25 sebbene siano stati riportati valori superiori a 50. In generale, l'ossido di tantalio(V) è considerato un materiale dielettrico ad alto k.

## Reazioni
L'ossido di tantalio(V) non reagisce in modo apprezzabile né con acido cloridrico (HCl) né con acido bromidrico (HBr), tuttavia si dissolverà in acido fluoridrico e reagirà con bifluoruro di potassio (KHF2) e acido fluoridrico (HF) secondo la seguente reazione:
{\displaystyle {\ce {Ta2O5 \ + \ 4KHF2 \ + \ 6HF -> 2K2[TaF7] \ + \ 5H2O}}}
L'ossido di tantalio(V) può essere ridotto a tantalio metallico tramite l'uso di riducenti metallici come calcio:
{\displaystyle {\ce {Ta2O5 \ + \ 5Ca -> 2Ta \ + \ 5CaO}}}
o alluminio.

## Usi

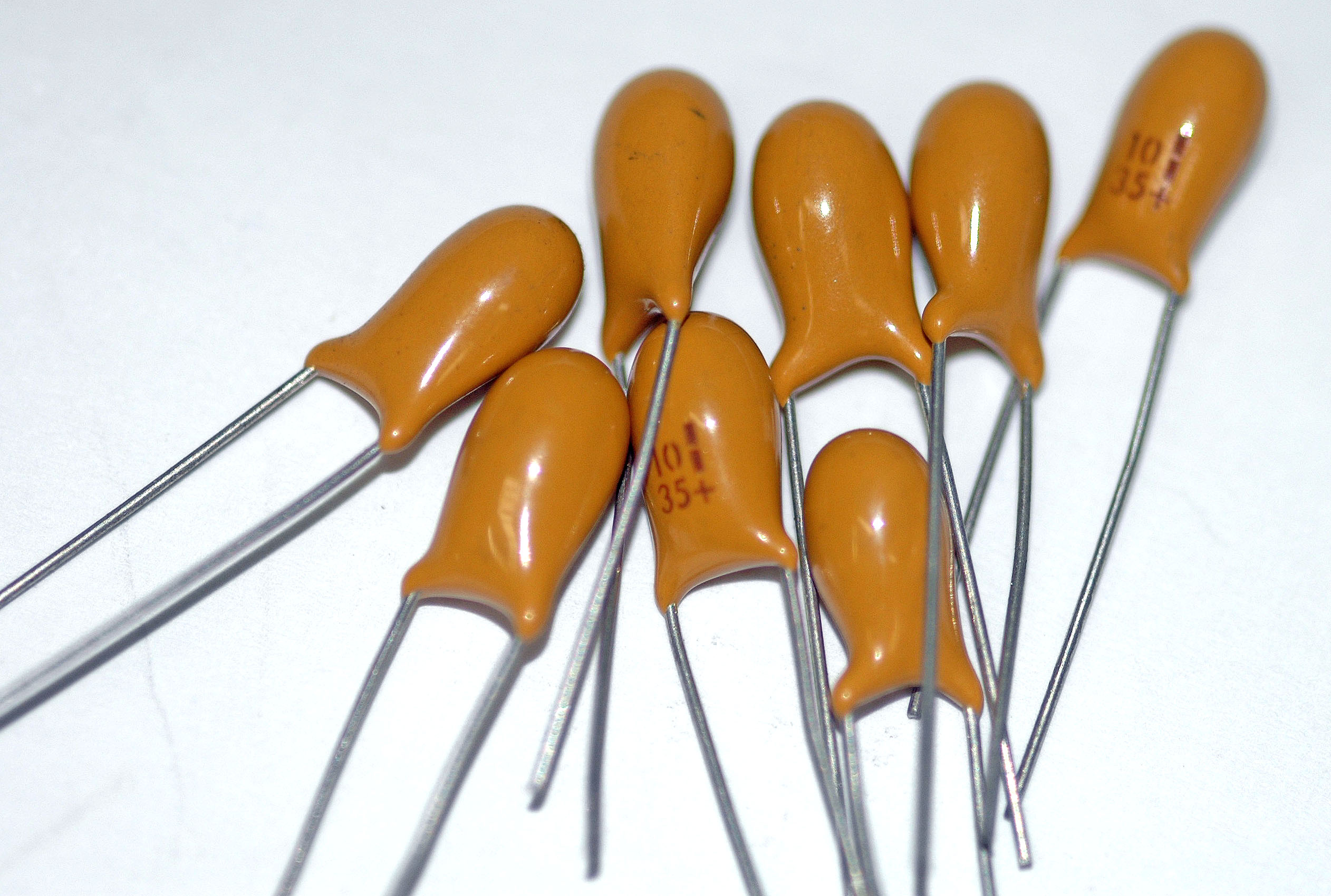
Diversi condensatori al tantalio nominali da 10 μF × 30 V CC, del tipo a corpo solido con rivestimento epossidico. La polarità è esplicitamente contrassegnata.

### In elettronica
A causa del suo elevato gap di banda e della costante dielettrica, l'ossido di tantalio ha trovato una varietà di usi nell'elettronica, in particolare nei condensatori al tantalio. Questi sono utilizzati nell'elettronica automobilistica, telefoni cellulari e cercapersone, nei circuiti elettronici, componenti a film sottile e strumenti ad alta velocità. Negli anni '90, è cresciuto l'interesse per l'uso dell'ossido di tantalio come dielettrico ad alto k per applicazioni di condensatori DRAM.
Viene utilizzato in condensatori metallo-isolante-metallo su chip per circuiti integrati CMOS ad alta frequenza. L'ossido di tantalio può avere applicazioni come strato di intrappolamento della carica per memorie non volatili. Vi sono applicazioni dell'ossido di tantalio anche nelle memorie di tipo RRAM.

### Altri usi
Grazie al suo alto indice di rifrazione, l'ossido di tantalio(V) è stato utilizzato nella fabbricazione del vetro degli obiettivi fotografici  Può anche essere depositato come rivestimento ottico con applicazioni tipiche come rivestimenti antiriflesso e filtri multistrato dal vicino ultravioletto al vicino infrarosso.